# Benchaldoddi, Lingsugur
Benchaldoddi là một làng thuộc tehsil Lingsugur, huyện Raichur, bang Karnataka, Ấn Độ.